# Pulvinaria dendrophthorae
Pulvinaria dendrophthorae är en insektsart som beskrevs av Cockerell 1893. Pulvinaria dendrophthorae ingår i släktet Pulvinaria och familjen skålsköldlöss.
Artens utbredningsområde är Jamaica. Inga underarter finns listade i Catalogue of Life.